# Go (映画)
『go』（Go）は、1999年に公開されたダグ・リーマン監督の映画。この作品は、一つの麻薬取引に巻き込まれてつながってしまった3つの出来事をオムニバス風に描いている。

## キャスト
| 役名                 | 俳優                       | 日本語吹替   |
| -------------------- | -------------------------- | ------------ |
| サイモン・ベインズ   | デズモンド・アスキュー     | 矢尾一樹     |
| マーカス             | テイ・ディグス             |              |
| マニー               | ネイサン・ベクストン       | 鉄野正豊     |
| 踊っている、レジの女 | リタ・ブランド             |              |
| トラックスーツ男     | トニー・デンマン           |              |
| シン                 | ジェームズ・デュヴァル     |              |
| バーク               | ウィリアム・フィクナー     | 牛山茂       |
| イレーヌ             | ジェーン・クラコウスキー   | 唐沢潤       |
| Raver Dude           | スコット・ハース           |              |
| クレア・モンゴメリー | ケイティ・ホームズ         | 石塚理恵     |
| 髪がグシャグシャの女 | スザンヌ・クルール         |              |
| 拒食症の少女         | ナターシャ・メルニック     |              |
| タイニー             | ブレッキン・メイヤー       |              |
| ザック               | ジェイ・モーア             | 今拓哉       |
| トッド・ゲインズ     | ティモシー・オリファント   | 平田広明     |
| Switterman           | ロバート・ピータース       |              |
| ロナ・マーティン     | サラ・ポーリー             | 田村真紀     |
| バレリーナ           | ジョディ・ビアンカ・ワイズ |              |
| アダム               | スコット・ウルフ           | 鳥海勝美     |
|                      |                            |              |
| 演出                 |                            | 木村絵理子   |
| 翻訳                 |                            | 小寺陽子     |
| 調整                 |                            | 荒井孝       |
| プロデュース         |                            | 吉岡美惠子   |
| 制作担当             |                            | 神部宗之     |
| 日本語版制作         |                            | (株)東北新社 |

## 反応
この映画は展開が速く感情表現が快活な作品であると批評家から評価されているため、Rotten Tomatoes では、Freshが90%を占め、全体の83%には好評だった。この映画の予算は650万ドルに対し、全世界での興行収入は2840万ドルだった。
ふまじめかつテーマからずれた会話や、視点変更や展開の早さ、achronologicalな企画からこの映画はクエンティン・タランティーノの『パルプ・フィクション』の批評と似たところが出てきた。『パルプ・フィクション』が嫌いな レオナルド・マーティンは、『go』をパルプフィクションのジュニア版 "junior Pulp Fiction"と評した。とはいうものの、そのサブジャンルに入っている映画とは違い、評論家からの評判は良く、『シカゴ・サンタイムズ』のロジャー・イーバートは「（『go』 は）おもしろく、知的なブラック・コメディで、タランティーノの世界にうまくはまっている」と評した。

## サウンドトラック
1. "New" – ノー・ダウト
2. "Steal My Sunshine" – Len
3. "Magic Carpet Ride (Steir's Mix)" – Philip Steir
4. "Troubled by the Way We Came Together" – ナタリー・インブルーリア
5. "Gangster Tripping" – ファットボーイ・スリム
6. "Cha Cha Cha ('Go' Remix)" – Jimmy Luxury & The Tommy Rome Orchestra
7. "Song for Holly" – Esthero
8. "Scatter and Swing" – Lionrock
9. "To All the Lovely Ladies (Radio Mix)" – Goldo
10. "Good to Be Alive" – DJ Rap
11. "Believer" – BT
12. "Shooting Up in Vain (T-Ray Remix)" – Eagle-Eye Cherry
13. "Talisman" – エール
14. "Swords" – Leftfield